# Lijst van burgemeesters van Oude Pekela
Dit is een lijst van burgemeesters van de voormalige Nederlandse gemeente Oude Pekela.
| Ambtsperiode | Naam burgemeester                      | Partij of stroming | Bijzonderheden                                          |
| ------------ | -------------------------------------- | ------------------ | ------------------------------------------------------- |
| 1811 - 1849  | Petrus Johannes Huisinga               |                    | maire, schout en burgemeester                           |
| 1849 - 1888  | Tjakko Borgesius                       |                    | van 1850 tot 1867 tevens secretaris, ovl. 13 april 1888 |
| 1888 - 1894  | Johannes Jacobus van Bakkenes          |                    | was burgemeester van Vlagtwedde                         |
| 1894 - 1917  | Jan Gerrit Heeres                      | Liberaal           |                                                         |
| 1917 - 1918  | dr. Roelof van Wering                  |                    | ovl. 4 november 1918                                    |
| 1919 - 1943  | Jan Snater                             | Vrijzinnig         | was gemeentesecretaris van Nieuwolda                    |
| 1943 - 1945  | Heino Tuinier                          | NSB                | tijdelijk burgemeester in oorlogstijd                   |
| 1945         | Jan Snater                             | Vrijzinnig         |                                                         |
| 1945 - 1951  | Harmannus Scholtens                    | SDAP               |                                                         |
| 1952 - 1957  | mr.dr. Andries Antonius Henricus Stolk | PvdA               | werd burgemeester van Tiel                              |
| 1957 - 1973  | drs. Jan Adolphe Cornelis van Burg     | PvdA               | werd burgemeester van Purmerend                         |
| 1974 - 1978  | Sake van der Ploeg                     | PvdA               |                                                         |
| 1978 - 1979  | Dick (D.G.) van den Noort              | PvdA               | waarnemend (naast burgemeesterschap van Muntendam)      |
| 1979 - 1990  | Bert (A.E.J.) Smidt                    | PvdA               | werd burgemeester van Hefshuizen (thans Eemsmond)       |